# Ryō (film)
Ryō (龍?) è un film d'animazione del 2013 diretto da Koichi Chigira.
Pellicola prodotta da Gonzo per il progetto Anime Mirai, si inserisce nelle lista di titoli appositamente animati grazie ai fondi dell'Agenzia per gli Affari Culturali del governo giapponese e che prevedono di essere impiegati per l'allenamento di giovani animatori. 

## Trama
Nel secondo anno dell'era Keiō, a causa dell'attacco di alcune navi inglesi, il protagonista perde i genitori. Figlio di samurai, il giovane viene raccolto da un uomo che, assieme ad altri orfani, lo addestra a combattere per diventare un giorno dei valorosi guerrieri.
Quando Sakamoto Ryōma viene a visitare il caro amico deciso a prendersi un ragazzo come guardia del corpo, la scelta ricade su Shiro che, ribattezzato nuovamente, finisce per prendere il nome di Ryō.
Insieme al suo padrone Ryōma e alla compagna guerriera Oryu, il ragazzo scopre la vastità del Giappone e le guerre che lo dilaniano, mosso dalla curiosità e dalla promessa del suo signore di visitare il resto del mondo, una volta pacificato il paese.
Cacciati soprattutto dalla Mimawarigumi e Shinsengumi, un giorno Ryōma finisce assassinato da un messaggero suo alleato, ora che i suoi soci lo considerano una pedina inutile.
Ryō, crollata la fede nella speranza e nel futuro, giura di vendicare col sangue il suo signore, finendo per scontrarsi con Hijikata Toshizō, che ritiene - a torto - responsabile del delitto.
Con l'inizio del loro duello sul ponte di una nave si apre l'anime.

## Personaggi
Ryō (りょう?)
Doppiato da Aoi Yūki
Sakamoto Ryōma (坂本 龍馬?)
Doppiato da Keiji Fujiwara
Oryū (声?)
Doppiata da Ai Kayano
Hijikata Toshizō (土方 歳三?)
Doppiato da Toshiyuki Morikawa

## Colonna sonora
- Canzone finale:Yubikiri (ユビキリ?) di Hitomi Kuroishi